# Aechmea aquilega
Aechmea aquilega ist eine Pflanzenart aus der Gattung Aechmea in der Unterfamilie Bromelioideae innerhalb der Familie der Bromeliengewächse (Bromeliaceae). Sie ist in Costa Rica, Venezuela, den Guyanas, Brasilien sowie auf Trinidad und Tobago weitverbreitet.

## Beschreibung

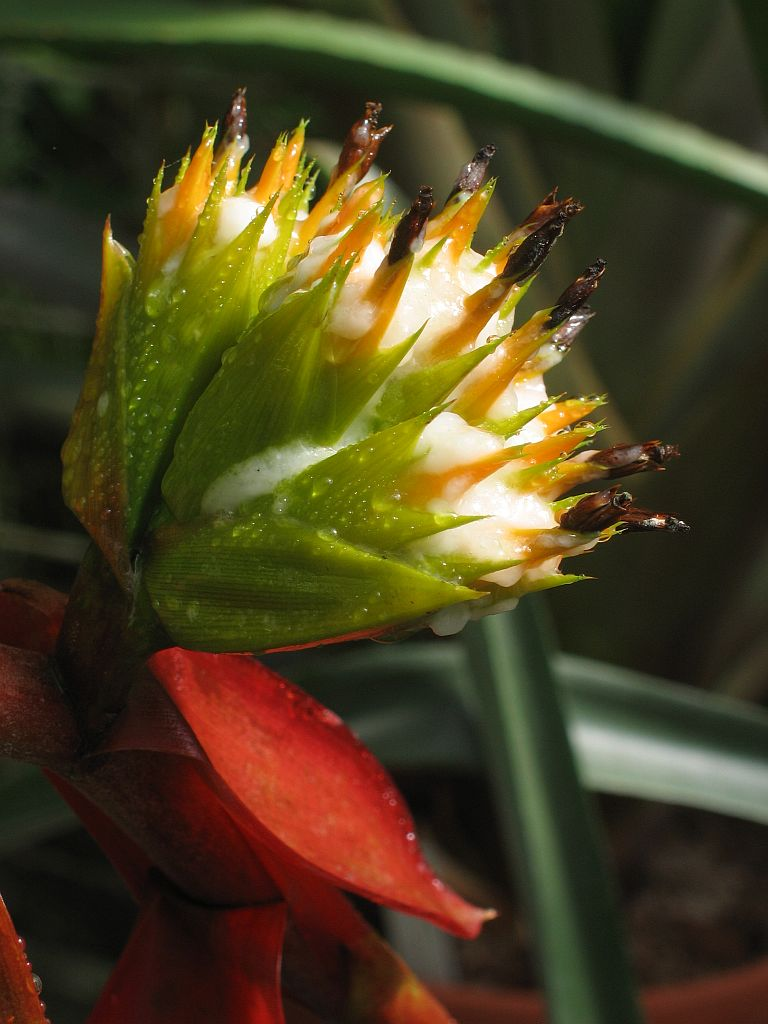
Teilblütenstand nach der Befruchtung

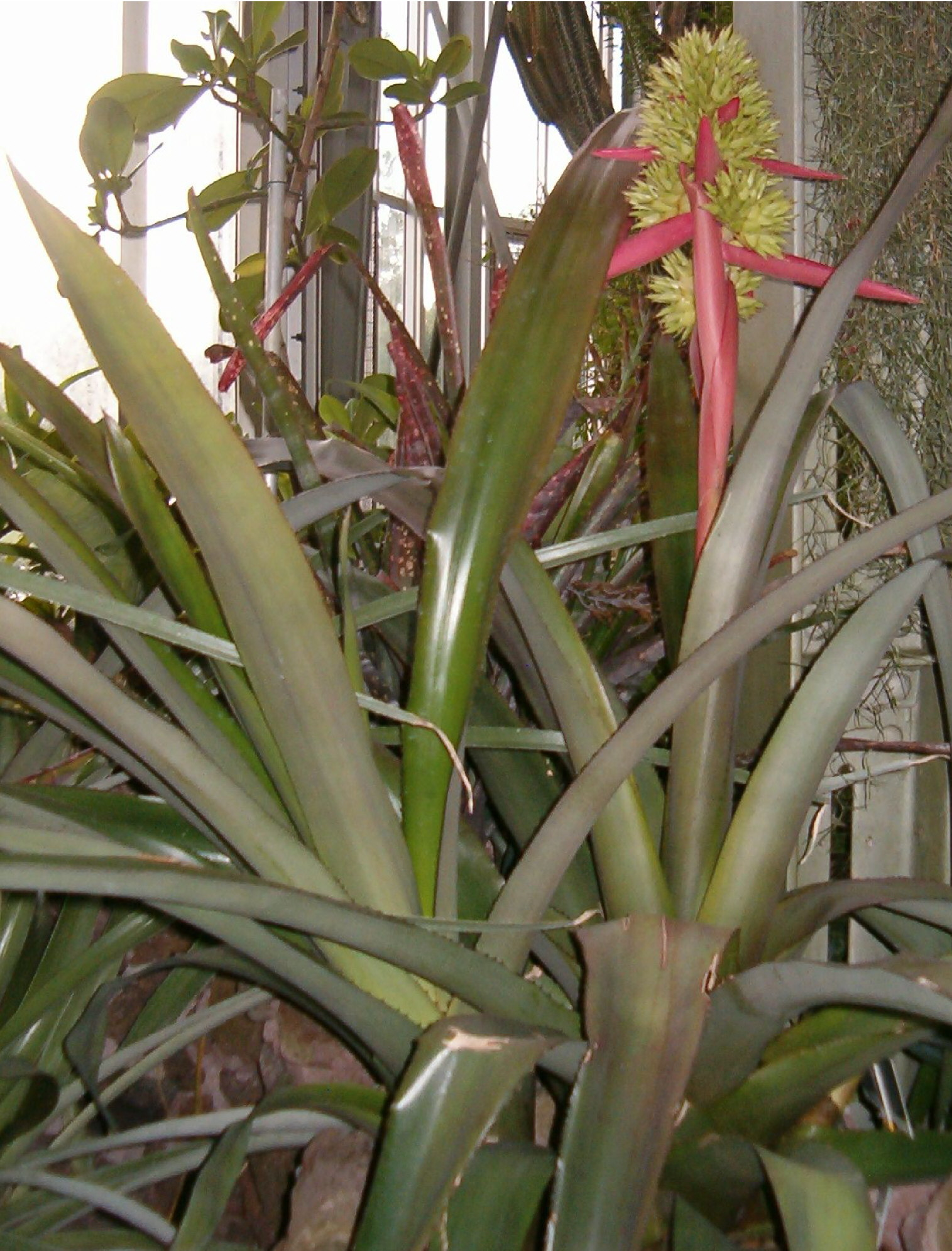
Habitus, Laubblätter und Blütenstand

### Erscheinungsbild und Blatt
Die Trichter- beziehungsweise Zisternenbromelie Aechmea aquilega ist eine immergrüne, ausdauernde, krautige Pflanze. Sie wächst meist terrestrisch oder manchmal als Epiphyt und Lithophyt. Sie weist Trichterdurchmesser von bis zu 300 cm und Wuchshöhen von bis zu 100 cm auf. Die hellgrünen, derben, 100 bis 150 cm langen Laubblätter sind am Rande bewehrt (wie bei allen Vertretern der Bromelioideae). Die 5 bis 10 cm breite Blattspreite ist länglich und am oberen Ende abgerundet, allerdings mit einer langen Stachelspitze. In den Blatttrichtern sammeln sich oft größere Mengen an Wasser. Die Laubblätter besitzen auf der Ober- und Unterseite weißliche Saugschuppen (Trichome).

### Blütenstand, Blüte und Frucht
Der aufrechte, beschuppte, dicke Blütenstandsschaft weist eine Länge 60 von bis zu 100 cm auf. Der bis zu 40 cm lange, ansehnliche, lange haltbaren, verzweigte, traubige Gesamtblütenstand (Infloreszenz) ist aus kurzgestielten, 15 bis 20 cm langen, ährigen Teilblütenständen mit jeweils mehreren bündelig zusammenstehenden Blüten, zusammengesetzt. An den Blütenständen sitzen auffällig rötliche, länglich-lanzettliche Hochblätter (Brakteen), die einen glatten Rand und eine stachelspitziges oberes Ende besitzen. Die kahlen, gelben bis grünlichen Tragblätter sind viel größer als die Fruchtknoten und viel kürzer als die Kelchblätter, breit-eiförmig, gekielt und enden stachelspitzig.
Die ungestielten, zwittrigen Blüten sind dreizählig mit doppelter Blütenhülle. Die drei asymmetrischen, 1,4 cm langen Kelchblätter sind zu einer kurzen Röhre verwachsen und die eiförmig-lanzettlichen Kelchlappen sind am oberen Ende stachelspitzig. Die drei spatelförmigen Kronblätter sind zu einer kurzen Röhre verwachsen. Zwei kleine Schüppchen an den Kronblättern (Ligulae) bilden ein Merkmal, das Botaniker zur Abgrenzung von anderen Gattungen der Unterfamilie nutzen. Die Farbe der Blütenkronblätter ist gelb. Es sind zwei Kreise mit je drei Staubblättern vorhanden. Drei Fruchtblätter sind zu einem unterständigen Fruchtknoten verwachsen.
Die Blütenformel lautet: {\displaystyle \star \;K_{(3)}\;C_{(3)}\;A_{3+3}\;G_{\overline {(3)}}}.
Es werden Beeren gebildet.

## Vorkommen
Aechmea aquilega ist in Costa Rica, Venezuela, den Guyanas, Brasilien sowie auf Trinidad und Tobago weitverbreitet. Sie gedeiht in Höhenlagen zwischen 0 und 650 Meter.

## Systematik
Die Erstbeschreibung erfolgte 1806 unter dem Namen (Basionym) Bromelia aquilega durch Richard Anthony Salisbury in The Paradisus Londinensis, Tafel 40. Die Neukombination zu Aechmea aquilega (Salisb.) Griseb. wurde 1864 August Heinrich Rudolf Grisebach: Flora of the British West Indian Islands. S. 592 veröffentlicht. Auf dem Typusmaterial findet sich der Vermerk: Type: „Jamaica“, D. Hurlock s. n., no specimen preserved, typified by the original plate. Weitere Synonyme für Aechmea aquilega sind:  Aechmea hellae Weber, Gravisia aquilega (Salisb.) Mez.
Aechmea aquilega gehört zur Untergattung Aechmea in der Gattung Aechmea.
Es gibt zwei Formen von Aechmea aquilega:
- Aechmea aquilega var. aquilega f. alba Oliva-Esteve: Sie ist nur in Venezuela im Bundesstaat Carabobo beheimatet.
- Aechmea aquilega (Salisb.) Griseb. var. aquilega f. aquilega: Sie kommt im Gesamtverbreitungsgebiet dieser Art vor.

Manchmal in der Literatur zu finden ist eine Varietät Aechmea aquilega var. chrysocoma (Baker) L.B.Sm., die aber beispielsweise bei J. A. S. Filho & Elton M. C. Leme: Fragments of the Atlantic Forest of Northeast Brazil - Biodiversity, Conservation and the Bromeliads, 2007 den Rang einer Art Aechmea chrysocoma Baker hat.
Aechmea aquilega ist an mehreren gärtnerisch erzeugten Hybriden beteiligt:
- Aechmea 'Exotica Mystique': Mutter ist Aechmea lueddemanniana
- Aechmea 'Isabel D'Bellard': Mutter ist Aechmea rubens
- Aechmea 'Tropica': Vater ist Aechmea rubens
- ×Portemea 'Phat Pat': Diese Gattungshybride wurde 1996 gezüchtet. Mutter ist Portea leptantha und Vater Aechmea aquilega.